# Glympis inconcisalis
Glympis inconcisalis là một loài bướm đêm trong họ Erebidae.